# Echinorhyncha antonii
Echinorhyncha antonii är en orkidéart som först beskrevs av Pedro Ortiz Valdivieso, och fick sitt nu gällande namn av Robert Louis Dressler. Echinorhyncha antonii ingår i släktet Echinorhyncha och familjen orkidéer.
Artens utbredningsområde är Colombia. Inga underarter finns listade i Catalogue of Life.